# انتشارات شینسی
انتشارات شینسی (به ژاپنی: 新星出版社, しんせいしゅっぱんしゃ) یک شرکت چاپ ژاپنی است که مرکز آن در شهر توکیو می‌باشد.